# Etli gölevez
Etli gölevez o Kolokas yemeği (taro amb carn o menjar de taro, respectivament, en turc) és un plat de taro (corms de colocasia) amb carn vermella. És un plat comú a la Regió de l'Egeu a la cuina turca i també es fa en les cuines de les illes greques de l'Egeu i de Xipre. Mentre els turcs de l'Egeu utilitzen la paraula gölevez per al taro, els turcs de l'Illa de Xipre on dieux kolokas. Aquest plat se considera un estofat o yahni i generalment es fa amb carn d'ovella o de xai.